# Albumy numer jeden w roku 2017 (Japonia)
Notowanie Weekly Album Chart (jap. 週間アルバムランキング Shūkan Arubamu Chāto) przedstawia najlepiej sprzedające się albumy w Japonii. Publikowane jest ono przez magazyn Oricon Style, a dane skompletowane zostały przez Oricon w oparciu o cotygodniowe wyniki sprzedaży fizycznej albumów. Poniżej znajdują się tabele prezentujące najpopularniejsze albumy w danych tygodniach w roku 2017.
Notowanie Billboard Japan Hot Albums publikowane jest przez magazyn Billboard, a dane kompletowane są w oparciu o sprzedaż albumów (fizyczną i cyfrową) oraz dane pochodzące z Gracenote – ile razy dana płyta została włożona do komputera.

## Oricon Weekly Album Chart
| Data            | Album | Wykonawca                             | Źródło |
| --------------- | --- | ------------------------------------- | ------ |
| 2 stycznia      | SMAP 25 YEARS | SMAP                                  | [ 1 ]  |
| 9 stycznia      | SMAP 25 YEARS | SMAP                                  | [ 2 ]  |
| 16 stycznia     | Ballad Selection | KinKi Kids                            | [ 3 ]  |
| 23 stycznia     | Ambitions | One Ok Rock                           | [ 4 ]  |
| 30 stycznia     | E.G. CRAZY | E-girls                               | [ 5 ]  |
| 6 lutego        | Thumbnail (jap. サムネイル) | AKB48                                 | [ 6 ]  |
| 13 lutego       | ALL SINGLeeeeS ~& New Beginning~ | GReeeeN                               | [ 7 ]  |
| 20 lutego       | ONE VOICE | Kyuhyun                               | [ 8 ]  |
| 27 lutego       | MADE | Big Bang                              | [ 9 ]  |
| 6 marca         | WAY OF GLORY | AAA                                   | [ 10 ] |
| 13 marca        | BORN TO BE WILD | Exile The Second                      | [ 11 ] |
| 20 marca        | W FACE ~outside~ | Kumi Kōda                             | [ 12 ] |
| 27 marca        | Mabataki (jap. まばたき) | Yuki                                  | [ 13 ] |
| 3 kwietnia      | NEVERLAND | NEWS                                  | [ 14 ] |
| 10 kwietnia     | THE JSB WORLD | Sandaime J Soul Brothers              | [ 15 ] |
| 17 kwietnia     | Superfly 10th Anniversary Greatest Hits “LOVE, PEACE & FIRE”                                                                          | Superfly                              | [ 16 ] |
| 24 kwietnia     | D-Day | D-LITE                                | [ 17 ] |
| 1 maja          | KOICHI DOMOTO 「Endless SHOCK」Original Sound Track 2                                                                                 | Kōichi Dōmoto                         | [ 18 ] |
| 8 maja          | YUZU 20th Anniversary ALL TIME BEST ALBUM Yuzu Iroha 1997-2017 (jap. YUZU 20th Anniversary ALL TIME BEST ALBUM ゆずイロハ 1997-2017)  | Yuzu                                  | [ 19 ] |
| 15 maja         | MUSIC COLOSSEUM | Kis-My-Ft2                            | [ 20 ] |
| 22 maja         | YUZU 20th Anniversary ALL TIME BEST ALBUM Yuzu Iroha 1997-2017                                                                        | Yuzu                                  | [ 21 ] |
| 29 maja         | The Yellow Monkey is Here. New Best                                                                                                   | The Yellow Monkey                     | [ 22 ] |
| 5 czerwca       | Umaretekara hajimete mita yume (jap. 生まれてから初めて見た夢)                                                                        | Nogizaka46                            | [ 23 ] |
| 12 czerwca      | Ebicracy (jap. エビクラシー) | Shiritsu Ebisu Chūgaku                | [ 24 ] |
| 19 czerwca      | "Kemono Friends" Drama & Character Song Album "Japari Cafe" (jap. 「けものフレンズ」ドラマ&キャラクターソングアルバム「Japari Cafe」) | Kemono Friends                        | [ 25 ] |
| 26 czerwca      | All Time Best Hata Motohiro (jap. All Time Best ハタモトヒロ)                                                                         | Motohiro Hata                         | [ 26 ] |
| 3 lipca         | Acid BLOOD Cherry | Acid Black Cherry                     | [ 27 ] |
| 10 lipca        | Jam (jap. ジャム) | Kanjani ∞                             | [ 28 ] |
| 17 lipca        | CYCLE HIT 1991-2017 Spitz Complete Single Collection -30th Anniversary BOX-                                                           | Spitz                                 | [ 29 ] |
| 24 lipca        | SUMMERDELICS | Glay                                  | [ 30 ] |
| 31 lipca        | Masshiro na mono wa yogoshitaku naru (jap. 真っ白なものは汚したくなる)                                                                | Keyakizaka46                          | [ 31 ] |
| 7 sierpnia      | Hey! Say! JUMP 2007–2017 I/O | Hey! Say! JUMP                        | [ 32 ] |
| 14 sierpnia     | Namba ai ~Ima, omou koto~ (jap. 難波愛〜今、思うこと〜)                                                                               | NMB48                                 | [ 33 ] |
| 21 sierpnia     | The ONES | V6                                    | [ 34 ] |
| 28 sierpnia     | New Kids: Begin | iKON                                  | [ 35 ] |
| 4 września      | Garakuta (jap. がらくた) | Keisuke Kuwata                        | [ 36 ] |
| 11 września     | BLACKPINK | BLACKPINK                             | [ 37 ] |
| 18 września     | The Moonlight Cats Radio Show Vol.1                                                                                                   | Shōgo Hamada ＆ The J.S. Inspirations | [ 38 ] |
| 25 września     | Garakuta | Keisuke Kuwata                        | [ 39 ] |
| 2 października  | REGALITY | Trigger                               | [ 40 ] |
| 9 października  | LOVE YOURSELF 承 'Her' | BTS                                   | [ 41 ] |
| 16 października | THE GIFT | Hi-Standard                           | [ 42 ] |
| 23 października | THE DREAM QUEST | Dreams Come True                      | [ 43 ] |
| 30 października | „Untitled” (jap. 「untitled」) | Arashi                                | [ 44 ] |
| 6 listopada     | FINE COLLECTION ~Begin Again~ | TVXQ                                  | [ 45 ] |
| 13 listopada    | BOOTLEG | Kenshi Yonezu                         | [ 46 ] |
| 20 listopada    | Finally | Namie Amuro                           | [ 47 ] |
| 27 listopada    | Finally | Namie Amuro                           | [ 48 ] |
| 4 grudnia       | Finally | Namie Amuro                           | [ 49 ] |
| 11 grudnia      | DINOSAUR | B’z                                   | [ 50 ] |
| 18 grudnia      | The BEST | KinKi Kids                            | [ 51 ] |
| 25 grudnia      | Maimatsuri-gumi no, wa! (jap. 舞祭組の、わっ!)                                                                                        | Busaiku                               | [ 52 ] |

## BillboardJapan Hot Albums
| Data            | Album | Wykonawca                | Źródło  |
| --------------- | --- | ------------------------ | ------- |
| 2 stycznia      | SMAP 25 YEARS | SMAP                     | [ 53 ]  |
| 9 stycznia      | Encore (jap. アンコール) | back number              | [ 54 ]  |
| 16 stycznia     | Encore (jap. アンコール) | back number              | [ 55 ]  |
| 23 stycznia     | Ambitions | One Ok Rock              | [ 56 ]  |
| 30 stycznia     | E.G. CRAZY | E-girls                  | [ 57 ]  |
| 6 lutego        | Thumbnail (jap. サムネイル) | AKB48                    | [ 58 ]  |
| 13 lutego       | Encore | back number              | [ 59 ]  |
| 20 lutego       | Encore | back number              | [ 60 ]  |
| 27 lutego       | MADE | Big Bang                 | [ 61 ]  |
| 6 marca         | WAY OF GLORY | AAA                      | [ 62 ]  |
| 13 marca        | BORN TO BE WILD | Exile The Second         | [ 63 ]  |
| 20 marca        | La La Land (jap. ラ・ラ・ランド) | różni artyści            | [ 64 ]  |
| 27 marca        | Mabataki (jap. まばたき) | Yuki                     | [ 65 ]  |
| 3 kwietnia      | NEVERLAND | NEWS                     | [ 66 ]  |
| 10 kwietnia     | THE JSB WORLD | Sandaime J Soul Brothers | [ 67 ]  |
| 17 kwietnia     | THE JSB WORLD | Sandaime J Soul Brothers | [ 68 ]  |
| 24 kwietnia     | D-Day | D-LITE                   | [ 69 ]  |
| 1 maja          | KOICHI DOMOTO 「Endless SHOCK」Original Sound Track 2                                                                                | Kōichi Dōmoto            | [ 70 ]  |
| 8 maja          | YUZU 20th Anniversary ALL TIME BEST ALBUM Yuzu Iroha 1997-2017 (jap. YUZU 20th Anniversary ALL TIME BEST ALBUM ゆずイロハ 1997-2017) | Yuzu                     | [ 71 ]  |
| 15 maja         | MUSIC COLOSSEUM | Kis-My-Ft2               | [ 72 ]  |
| 22 maja         | Mr.Children 1992-2002 Thanksgiving 25                                                                                                | Mr. Children             | [ 73 ]  |
| 29 maja         | Mr.Children 1992-2002 Thanksgiving 25                                                                                                | Mr. Children             | [ 74 ]  |
| 5 czerwca       | Umaretekara hajimete mita yume (jap. 生まれてから初めて見た夢)                                                                       | Nogizaka46               | [ 75 ]  |
| 12 czerwca      | Ebicracy (jap. エビクラシー) | Shiritsu Ebisu Chūgaku   | [ 76 ]  |
| 19 czerwca      | Kwon Ji-yong | G-Dragon                 | [ 77 ]  |
| 26 czerwca      | All Time Best Hata Motohiro (jap. All Time Best ハタモトヒロ)                                                                        | Motohiro Hata            | [ 78 ]  |
| 3 lipca         | Acid BLOOD Cherry | Acid Black Cherry        | [ 79 ]  |
| 10 lipca        | Jam (jap. ジャム) | Kanjani ∞                | [ 80 ]  |
| 17 lipca        | CYCLE HIT 1991-2017 Spitz Complete Single Collection -30th Anniversary BOX-                                                          | Spitz                    | [ 81 ]  |
| 24 lipca        | SUMMERDELICS | Glay                     | [ 82 ]  |
| 31 lipca        | Masshiro na mono wa yogoshitaku naru (jap. 真っ白なものは汚したくなる)                                                               | Keyakizaka46             | [ 83 ]  |
| 7 sierpnia      | Hey! Say! JUMP 2007–2017 I/O | Hey! Say! JUMP           | [ 84 ]  |
| 14 sierpnia     | Namba ai ~Ima, omou koto~ (jap. 難波愛〜今、思うこと〜)                                                                              | NMB48                    | [ 85 ]  |
| 21 sierpnia     | The ONES | V6                       | [ 86 ]  |
| 28 sierpnia     | BLACK TRAIN | Tsuyoshi Nagabuchi       | [ 87 ]  |
| 4 września      | Garakuta (jap. がらくた) | Keisuke Kuwata           | [ 88 ]  |
| 11 września     | BLACKPINK | BLACKPINK                | [ 89 ]  |
| 18 września     | Garakuta | Keisuke Kuwata           | [ 90 ]  |
| 25 września     | Garakuta | Keisuke Kuwata           | [ 91 ]  |
| 2 października  | REGALITY | Trigger                  | [ 92 ]  |
| 9 października  | The Best (jap. ザ・ベスト) | Ariana Grande            | [ 93 ]  |
| 16 października | THE GIFT | Hi-Standard              | [ 94 ]  |
| 23 października | THE DREAM QUEST | Dreams Come True         | [ 95 ]  |
| 30 października | „Untitled” (jap. 「untitled」) | Arashi                   | [ 96 ]  |
| 6 listopada     | FINE COLLECTION ~Begin Again~ | TVXQ                     | [ 97 ]  |
| 13 listopada    | BOOTLEG | Kenshi Yonezu            | [ 98 ]  |
| 20 listopada    | Finally | Namie Amuro              | [ 99 ]  |
| 27 listopada    | Finally | Namie Amuro              | [ 100 ] |
| 4 grudnia       | Finally | Namie Amuro              | [ 101 ] |
| 11 grudnia      | DINOSAUR | B’z                      | [ 102 ] |
| 18 grudnia      | The BEST | KinKi Kids               | [ 103 ] |
| 25 grudnia      | Maimatsuri-gumi no, wa! (jap. 舞祭組の、わっ!)                                                                                       | Busaiku                  | [ 104 ] |